# Football League One 2014-15
La temporada 2014/15 de la Football League One fue la undécima desde su creación en 2004. Corresponde a la tercera categoría del fútbol inglés y la disputan 24 equipos que buscan el ascenso a la Football League Championship, que finalmente lograron, de manera directa, el Bristol City (luego de una temporada) y el Milton Keynes Dons (por primera vez en su historia). El Preston North End también logró el ascenso pero a través de los playoff.

## Participantes

### Ascensos y descensos
| Pos | a Football League One |
| --- | --------------------- |
| 1º  | Chesterfield          |
| 2º  | Scunthorpe United     |
| 3°  | Rochdale              |
| 4°  | Fleetwood Town        |

| Pos | a Football League One |
| --- | --------------------- |
| 18º | Doncaster Rovers      |
| 19º | Barnsley              |
| 20º | Yeovil Town           |

| Pos | a Football League Championship |
| --- | ------------------------------ |
| 1º  | Wolverhampton Wanderers        |
| 2º  | Brentford                      |
| 3º  | Rotherham United               |

| Pos | a League Two    |
| --- | --------------- |
| 21º | Tranmere Rovers |
| 22º | Carlisle United |
| 23º | Shrewsbury Town |
| 24º | Stevenage       |

### Equipos de la temporada 2014-15
| Barnsley                                 | Barnsley         | Lee Johnson      | Oakwell                | 23 009 |
| Bradford City                            | Bradford         | Phil Parkinson   | Coral Windows          | 25 136 |
| Bristol City                             | Bristol          | Steve Cotterill  | Ashton Gate            | 21 497 |
| Chesterfield                             | Chesterfield     | Paul Cook        | Proact                 | 10 338 |
| Colchester United                        | Colchester       | Tony Humes       | Weston Homes Community | 10 083 |
| Coventry City                            | Coventry         | Tony Mowbray     | City of Coventry       | 32 609 |
| Crawley Town                             | Crawley          | Dean Saunders    | Checkatrade.com        | 5 996  |
| Crewe Alexandra                          | Crewe            | Steven Davis     | Alexandra              | 10 153 |
| Doncaster Rovers                         | Doncaster        | Paul Dickov      | Keepmoat               | 15 231 |
| Fleetwood Town                           | Fleetwood        | Graham Alexander | Highbury               | 5 327  |
| Gillingham                               | Gillingham       | Justin Edinburgh | MEMS Priestfield       | 11 582 |
| Leyton Orient                            | Londres (Leyton) | Fabio Liverani   | Matchroom              | 9 271  |
| Milton Keynes Dons                       | Milton Keynes    | Karl Robinson    | Stadium MK             | 30 500 |
| Notts County                             | Nottingham       | Ricardo Moniz    | Meadow Lane            | 19 588 |
| Oldham Athletic                          | Oldham           | Dean Holden      | Boundary Park          | 10 638 |
| Peterborough United                      | Peterborough     | Dave Robertson   | London Road            | 15 142 |
| Port Vale                                | Stoke-on-Trent   | Robert Page      | Vale Park              | 19 052 |
| Preston North End                        | Preston          | Simon Grayson    | Deepdale               | 23 408 |
| Rochdale                                 | Rochdale         | Keith Hill       | Spotland               | 10 249 |
| Scunthorpe United                        | Scunthorpe       | Mark Robins      | Glanford Park          | 9 008  |
| Sheffield United                         | Sheffield        | Nigel Clough     | Bramall Lane           | 32 702 |
| Swindon Town                             | Swindon          | Mark Cooper      | County Ground          | 15 728 |
| Walsall                                  | Walsall          | Dean Smith       | The Banks's            | 11 300 |
| Yeovil Town                              | Yeovil           | Paul Sturrock    | Huish Park             | 9 665  |
| Datos actualizados al 1 de mayo de 2015. |                  |                  |                        |        |

## Clasificación
|  |     | Equipo              | PJ | PG | PE | PP | GF  | GC | DG  | PTS |
|  | --- | ------------------- | -- | -- | -- | -- | --- | -- | --- | --- |
|  | 1.  | Bristol City        | 46 | 29 | 12 | 5  | 96  | 38 | +58 | 99  |
|  | 2.  | Milton Keynes Dons  | 46 | 27 | 10 | 9  | 101 | 44 | +57 | 91  |
|  | 3.  | Preston North End   | 46 | 25 | 14 | 7  | 79  | 40 | +39 | 89  |
|  | 4.  | Swindon Town        | 46 | 23 | 10 | 13 | 76  | 57 | +19 | 79  |
|  | 5.  | Sheffield United    | 46 | 19 | 14 | 13 | 66  | 53 | +13 | 71  |
|  | 6.  | Chesterfield        | 46 | 19 | 12 | 15 | 68  | 55 | +13 | 69  |
|  | 7.  | Bradford City       | 46 | 17 | 14 | 15 | 55  | 55 | 0   | 65  |
|  | 8.  | Rochdale            | 46 | 19 | 6  | 21 | 72  | 66 | +6  | 63  |
|  | 9.  | Peterborough United | 46 | 18 | 9  | 19 | 53  | 56 | -3  | 63  |
|  | 10. | Fleetwood Town      | 46 | 17 | 12 | 17 | 49  | 52 | -3  | 63  |
|  | 11. | Barnsley            | 46 | 17 | 11 | 18 | 62  | 61 | +1  | 62  |
|  | 12. | Gillingham          | 46 | 16 | 14 | 16 | 65  | 66 | -1  | 62  |
|  | 13. | Doncaster Rovers    | 46 | 16 | 13 | 17 | 58  | 62 | -4  | 62  |
|  | 14. | Walsall             | 46 | 14 | 17 | 15 | 50  | 54 | -4  | 59  |
|  | 15. | Oldham Athletic     | 46 | 14 | 15 | 17 | 54  | 67 | -13 | 57  |
|  | 16. | Scunthorpe United   | 46 | 14 | 14 | 18 | 62  | 75 | -13 | 56  |
|  | 17. | Coventry City       | 46 | 13 | 16 | 17 | 49  | 60 | -11 | 55  |
|  | 18. | Port Vale           | 46 | 15 | 9  | 22 | 55  | 65 | -10 | 54  |
|  | 19. | Colchester United   | 46 | 14 | 10 | 22 | 58  | 77 | -19 | 52  |
|  | 20. | Crewe Alexandra     | 46 | 14 | 10 | 22 | 43  | 75 | -32 | 52  |
|  | 21. | Notts County        | 46 | 12 | 14 | 20 | 45  | 63 | -18 | 50  |
|  | 22. | Crawley Town        | 46 | 13 | 11 | 22 | 53  | 79 | -26 | 50  |
|  | 23. | Leyton Orient       | 46 | 12 | 13 | 21 | 59  | 69 | -10 | 49  |
|  | 24. | Yeovil Town         | 46 | 10 | 10 | 26 | 36  | 75 | -39 | 40  |

|  | Ascendieron a la Football League Championship. |
|  | Clasificaron para el play-off de ascenso.      |
|  | Descendieron a la Football League Two.         |

## Play-off por el ascenso
|  | Semifinales                            | Semifinales                            | Semifinales                            |   |                   | Final      | Final      |  |
|  | Ida 7 de mayo - Vuelta 10 y 11 de mayo | Ida 7 de mayo - Vuelta 10 y 11 de mayo | Ida 7 de mayo - Vuelta 10 y 11 de mayo |   |                   | 24 de mayo | 24 de mayo |  |
|  |                                        |                                        |                                        |   |                   |            |            |  |
|  |                                        |                                        |                                        |   |                   |            |            |  |
|  | Chesterfield                           | 0                                      | 0                                      |   |                   |            |            |  |
|  | Chesterfield                           | 0                                      | 0                                      |   |                   |            |            |  |
|  | Preston North End                      | 1                                      | 3                                      |   |                   |            |            |  |
|  | Preston North End                      | 1                                      | 3                                      |   | Preston North End | 4          |            |  |
|  |                                        |                                        |                                        |   | Preston North End | 4          |            |  |
|  |                                        |                                        | Swindon Town                           | 0 |                   |            |            |  |
|  | Sheffield United                       | 1                                      | Swindon Town                           | 0 | 5                 |            |            |  |
|  | Sheffield United                       | 1                                      |                                        |   | 5                 |            |            |  |
|  | Swindon Town                           | 2                                      | 5                                      |   |                   |            |            |  |
|  | Swindon Town                           | 2                                      | 5                                      |   |                   |            |            |  |
|  |                                        |                                        |                                        |   |                   |            |            |  |

## Estadísticas
| Joe Garner                              | Preston North End  | 25 | 37 | 0.68 |
| Ian Henderson                           | Rochdale           | 22 | 44 | 0.5  |
| Eoin Doyle                              | Chesterfield       | 21 | 26 | 0.81 |
| Andrew Williams                         | Swindon Town       | 20 | 46 | 0.43 |
| Izale McLeod                            | Crawley Town       | 19 | 42 | 0.45 |
| William Grigg                           | Milton Keynes Dons | 19 | 44 | 0.43 |
| Aaron Wilbraham                         | Bristol City       | 18 | 37 | 0.49 |
| Tom Bradshaw                            | Walsall            | 17 | 29 | 0.59 |
| Matt Done                               | Sheffield United   | 17 | 38 | 0.45 |
| Última actualización: 3 de mayo de 2015 |                    |    |    |      |

| Luke Anthony Freeman                    | Bristol City      | 16 | 46 |
| Paul Gallagher                          | Preston North End | 15 | 46 |
| Dean Cox                                | Leyton Orient     | 10 | 37 |
| Conor Hourihane                         | Barnsley          | 10 | 46 |
| Matt Done                               | Sheffield United  | 9  | 38 |
| Joe Bryan                               | Bristol City      | 9  | 41 |
| Nathan Byrne                            | Swindon Town      | 9  | 42 |
| Última actualización: 3 de mayo de 2015 |                   |    |    |